# 베이징 제1중고등학교
중공 베이징 제1중학(中共 北京市第一中学)은 중화인민공화국 베이징에 있는 공립 중고등학교이다.

## 교내 주요 연혁
- 1644년 2월 29일, 청나라 세조 순치제 치세 시절 예친왕 도르곤 섭정공의 건의로 인하여 옌징 양황기관학교(燕京 镶黄旗官学校)로 첫 개교.
- 1902년 2월 28일, 청나라 덕종 광서제 치세 시절 경밀친왕 혁광과 서태후의 건의로 인하여 보국공 푸쥔 황족(광서제의 前 대리청정)과 위안커원 공자(위안스카이 장군의 서자) 등의 교육을 위한 옌칭 개위종실각라팔기중학당(燕京 改为宗室觉罗八旗中学堂)으로 교명 개칭.
- 1912년 2월 12일을 기하여 청나라가 멸국되고 중화민국 국민정부가 창건되면서 1912년 2월 15일을 기하여 베이핑 국민중학교(北平 國民中學)로 교명 재개칭.
- 1941년 2월 1일, 베이핑 시가 베이징 시로 승격되면서 베이징 국민중학교(北京 國民中學)로 세번째 교명 개칭.
- 1949년 10월 1일, 중화민국 국민정부 체제가 타이완에 망명한 후 대륙 본토에 중공 인민정부 수립이 되면서 1949년 10월 12일을 기하여 베이징 제1중고등학교로 학교 체제 개편 단행.